# Karl-Bachler-Weg
Der Karl-Bachler-Weg, früher: Nordlippischer Bergpfad, ist ein 77 Kilometer langer Fernwanderweg, der die ostwestfälische Stadt Bad Salzuflen im Kreis Lippe und die niedersächsische Stadt Rehburg-Loccum im Landkreis Nienburg/Weser verbindet.

## Verlauf
Am Bahnhof in Bad Salzuflen beginnend führt der Weg über den Vierenberg () und den Bonstapel () im Gebiet der Stadt Vlotho nach Hohenhausen und Heidelbeck (beide zur Gemeinde Kalletal gehörend). Von der Landesgrenze nach Niedersachsen verläuft der Weg weiter über Rinteln an der Weser, Bad Eilsen, Bückeburg sowie Niedernwöhren zum Ziel, dem Marktplatz in Loccum.
Den Wanderer führt der Weg aus dem Lipper Bergland durch das Weserbergland an die Rehburger Berge. Unterwegs hat er 1172 Höhenmeter hinauf und 1190 Höhenmeter bergab zu bewältigen. Der tiefste Punkt des Weges ist an der Auebrücke (49 m ü. NHN), der Bonstapel bildet mit 335 m ü. NHN den höchsten Punkt.

### Kennzeichnung
Der Karl-Bachler-Weg ist mit der Wegzeichen-Markierung  X 
und – soweit zweckmäßig – mit der Wegnummer „4“ (  X4  ) gekennzeichnet.
Betreut wird der Karl-Bachler-Weg durch die Mitglieder des Teutoburger-Wald-Vereins.

### Übergänge
- In Bad Salzuflen kreuzt der Hansaweg (  X9  – Herford → Hameln)
- In Kalletal-Talle kreuzt der Cheruskerweg (  X3  – Porta Westfalica → Schlangen)
- In Kalletal-Hohenhausen kreuzt der Runenweg (  X7  – Porta Westfalica → Schlangen)
- In Kalletal-Heidelbeck kreuzt der Burgensteig (  X2  – Porta Westfalica → Höxter)
- In Rinteln kreuzen
  - der Dingelstedtpfad (  X5  – Bad Oeynhausen → Polle)
  - der   X10  (Rinteln → Bodenfelde)
  - der Weserberglandweg (  XW  – Porta Westfalica → Hann. Münden)
- In Bad Eilsen und Bückeburg kreuzt der Bückeberge-Weg (  X11  – Porta Westfalica → Bad Nenndorf)

## Karl Bachler

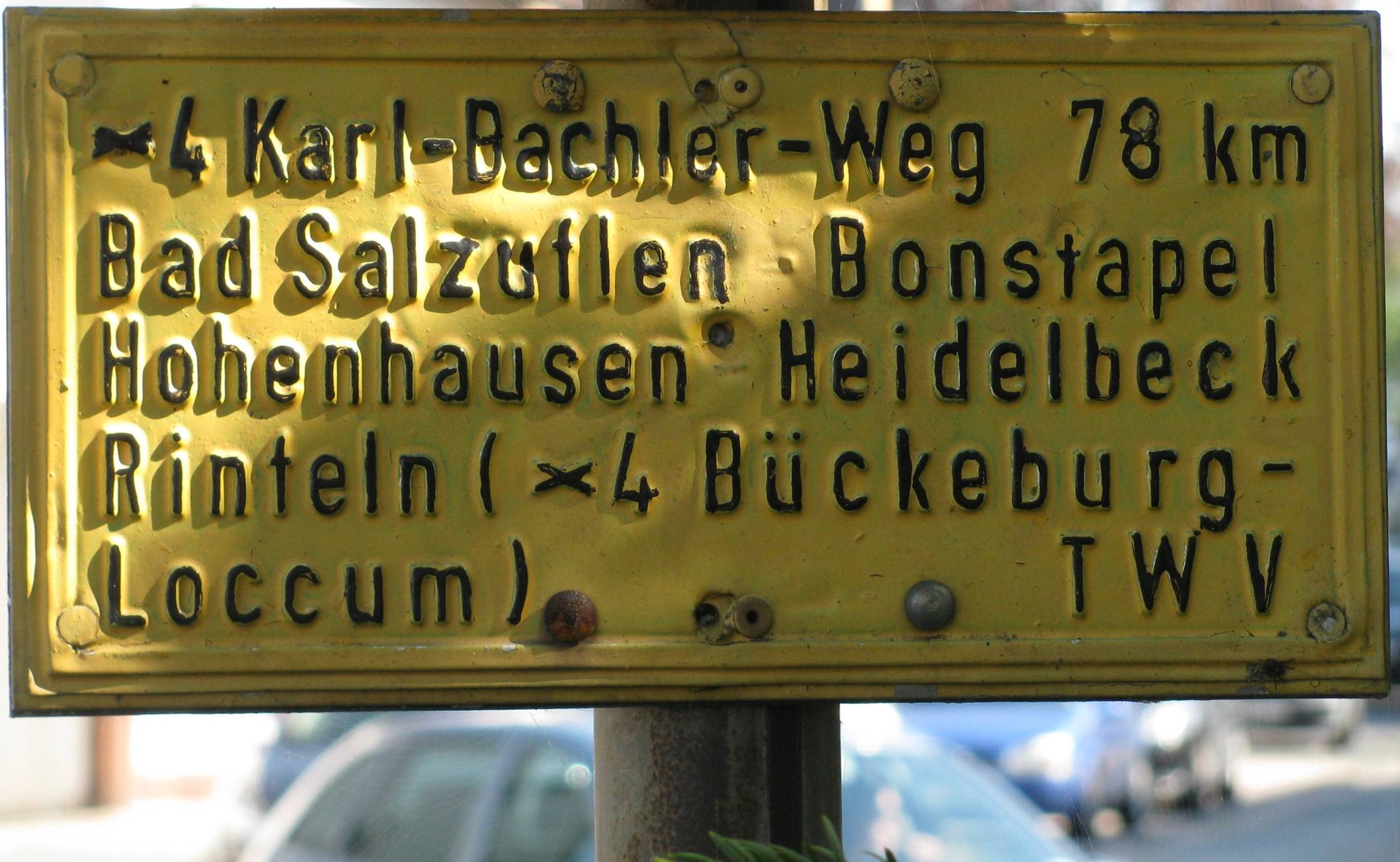
Hinweisschild in Bad Salzuflen

Benannt ist der Weg zu Ehren des 1886 in Österreich geborenen verdienstvollen „lippischen Wandervaters“ Karl Bachler.
Bachler übernahm im Juni 1934 die Leitung der neugegründeten Wandergruppe innerhalb des Bad Salzufler „Verschönerungsvereins“, 1947 wurde er zum Vorsitzenden des „Heimat- und Verschönerungsvereins“ gewählt. Als Hauptwegewart der Verkehrsverbände Teutoburger Wald und Weserbergland hatte Karl Bachler in den 1930er-Jahren das heute noch bestehende System der Wanderwege, mit "X" bezeichnete Fernwanderwege sowie mit "Raute und Ziffer" gekennzeichnete Bezirkswanderwege, entwickelt. Sie durchziehen den gesamten Kreis Lippe und angrenzende Bereiche.
Karl Bachler verstarb am 24. Januar 1976 im Alter von 90 Jahren in Bad Salzuflen.

## Sehenswürdigkeiten am Wegesrand
- Das Thermalheilbad Bad Salzuflen bietet in der Altstadt eine Vielzahl im Stil der Weserrenaissance erbaute Fachwerkhäuser, das historische Rathaus, den Salzhof, Gradierwerke und den Kurpark mit anschließendem Landschaftsgarten.
  - Der Karl-Bachler-Stein, ein rund sechs Tonnen schwerer Findling, wurde von einer Ehrsener Bürgerin gespendet und am 3. April 1977 auf dem Asenberg eingeweiht. Neben Bachlers Lebensdaten ist auf ihm ein Zitat von Hermann Löns zu lesen: „Laß deine Augen offen sein, geschlossen deinen Mund, und wandle still, so werden dir geheime Dinge kund.“[2]
- Der Bonstapel ist mit einer Höhe von 342 m ü. NHN die höchste Erhebung des Kreises Herford. Hier ist ein Naturlehrpfad geschaffen worden, der den Wanderer über eine Wegstrecke von etwa fünf Kilometern an vierzehn Stationen führt und Informationen zu Natur und Umwelt vermittelt.
- Rinteln besitzt eine sehenswerte Fachwerkaltstadt; Mittelpunkt ist der in den 1980er Jahren sanierte Marktplatz mit evangelisch-lutherischer Stadtkirche und Ratskeller.
- In Bad Eilsen sind neben der erhaltenen historischen Architektur die Kuranlagen, der Kurpark mit altem Baumbestand, insbesondere schönen großen Alleen, und dem Rosarium besonders sehenswert.
- In der ehemaligen Residenzstadt des Fürstentums Schaumburg-Lippe, Bückeburg, sollte sich der Wanderer Zeit für die Besichtigung des Museums für Stadtgeschichte und Schaumburg-Lippische Landesgeschichte nehmen. Darüber hinaus sind die Innenstadt mit der  Bückeburger Stadtkirche sowie das Schloss Bückeburg mit Mausoleum des ehemaligen Fürstenhauses Schaumburg-Lippe zu nennen.
- In Loccum sind das 1163 gegründete Zisterzienser-Kloster Loccum, eines der am besten erhaltenen seiner Art in Deutschland, und die vom 9. bis zum 12. Jahrhundert bestehende Luccaburg, eine ehemalige frühmittelalterliche Niederungsburg in der Bauweise einer Turmhügelburg, zu nennen.